# Norddeich (stacja kolejowa)
Norddeich – stacja kolejowa w Norddeich, dzielnicy miasta Norden, w kraju związkowym Dolna Saksonia, w Niemczech. Znajdują się tu 3 perony.

## Połączenia
- Dresden Hauptbahnhof
- Hannover Hauptbahnhof
- Köln Hauptbahnhof
- Luksemburg
- Norddeich Mole
- Oldenburg Hauptbahnhof
- Stuttgart Hauptbahnhof

| Norddeich                       |  |                          |
| Linia Emslandbahn               |  |                          |
| Norddeich Moleodległość: 0,5 km |  | Norden odległość: 5,8 km |